# 第9号钢琴奏鸣曲 (斯克里亚宾)
斯克里亚宾的第9钢琴奏鸣曲，Op. 68，标题为黑弥撒，作曲家晚期奏鸣曲之一，于1912-1913年完成。此曲的标题并不是作曲家本人命名的（第7號奏鸣曲白弥撒则是作曲家本人的标题）。

## 结构
这首曲只有单个乐章，时长约为8-10分钟，速度标记如下
1. Moderato quasi andante – Molto meno vivo – Allegro molto – Alla marcia – Allegro – Presto – Tempo primo

与作曲家其它的晚期作品一样，此曲大量的元素都基于半音。这首曲相对来说更加不和谐，因为它的主题是围绕这小九度写成的而小九度又是最不稳定的和声之一。这首曲开头的主题不断地变形，由最开始的颤音和琶音表现出的不安，慢慢转移演变，之后快速坍塌到一个古怪的进行曲式的乐段。 作曲家接下来构建的结构增加了复杂性以及紧张感，叠加了不同的主题，在快结束时达到高潮，最后以开头的主题结尾。

## 延伸阅读
- Scriabin, Alexander. Complete Piano Sonatas. 1964 Muzyka score republished in 1988 by New York:  Dover Publications. ISBN 0-486-25850-5.